# مهنة البناء
البنَّاء هو الذي يمارس مهنة البناء. يختار ويستخدم عناصر البناء التي تتكون من مختلف المواد: الحجر الطبيعي أو الحجر الاصطناعي (لبنة، وكتل، وما إلى ذلك)، ولكن أيضا غيرها من المواد: القش والطين والتراب والخشب والمعدن والخرسانة ، الخ..

## تاريخ
تاريخ البناء يرجع إلى أبعد القرون وأقدمها، منذ احتاج الإنسان إلى بناء وتشييد المساكن. وقد تشكلت مهنة البناء بطريقة متباينة من موارد المياه الجوفية المحلية والمصطلحات المستخدمة في البناء ويرتبط ذلك جزئيا منذ القرون التقليدية.
كانت المسكن قديما يبنى بالطوب (الطين الأحمر) في المناطق الجبلية الساحلية يلسق الطوب على قالب البيت المعد من الخشب، و هناك أنواع وأشكال عدة لهذا النوع من البناء، أما في المناطق الصحرواية فيعد الطوب على شكل لبنات ويبنى به طوبة فوق طوبة حتى يصل الجدار إلى السقف، وإلى يومنا هذا لا زال سكان البوادي يستعملونه، هذه طريقة بناية المسكن البسيط الذي لا يحتاج إلى كثير معدات وآلات متوارثة في بناية السكنات عند كل سكان قارة من القارات.
و مع تطور العالم في التكنلوجيا و الصناعة تطورت مهة البناء من الشكل القديم المتوارث إلى شكله الحديث المعاصر. فأصبحت السكنات الاجتماعية تبنيها شركات متمكنة في مهنة البناء بحسب نموذجها التي اخترعته فهي تعمل عليه. و تختلف هذه النماذج في بناية السكنات من شركة لأخرى، ولقد أصبحت الشركات تعمل بنموذج البناء المنفعل مع الزلازل، وذلك حسب طلبات الدولة المحتاجة إلى هذا النوع من النماذج. فعلى سبيل المثال الجزائر من الدول التي احتاجت إلى هذا النوع من النماذج، تعاملت مع عذة شركات دول خاصة وحكومية، من بينها شركات إيطالية وصينية وتركية.

## روابط خارجية
- Apprendre le métier de maçon grâce aux camps-chantiers de jeunes